# Liste nordamerikanischer Eisenbahngesellschaften
In dieser Liste nordamerikanischer Eisenbahngesellschaften sind bestehende öffentliche Eisenbahngesellschaften in Nordamerika aufgeführt.
Nicht mehr bestehende Bahngesellschaften sind auch in der Liste ehemaliger nordamerikanischer Eisenbahngesellschaften zu finden.

## Belize
- Stann Creek Railway

## Costa Rica
- Instituto Costarricense de Ferrocarriles (INCOFER)
- Pacific Electric Railroad Vorgänger von Incofer

## Dominikanische Republik
- Ferrocarril La Romana Minenbahn
- Ferrocarriles Azucareros ex-Staatsbahn, heute Reststrecken für Zuckerrohrtransport
- Oficina para el Reordenamiento del Transporte (OPRET): Metro Santo Domingo

## El Salvador
- Ferrocarriles Nacionales de El Salvador (FENADESAL)

## Guatemala
- International Railways of Central America (IRCA)
- Ferrocarriles de Guatemala (FEGUA) bis 1996
- Ferrovías Guatemala Gesellschaft aufgelöst

## Haïti
- Chemin de fer National Haïtien (CFH) Gesellschaft ca. 1980 aufgelöst
- Chemin de fer Nord Haïtien (CFN) kurze Bahn ab  Cap Haïtien, längst stillgelegt
- Chemin de fer du Cul-de-Sac (CFCS) Gesellschaft 1996 aufgelöst

## Honduras
- Ferrocarril Nacional de Honduras (FNH)
- Vaccaro Railway in FNH aufgegangen und stillgelegt
- Tela Railroad in FNH aufgegangen und teilweise stillgelegt

## Jamaika
- Jamaica Railway Corporation (JRC) komplett stillgelegt
- Kaiser Bauxite Mining Company betreibt eine Güterbahn bei May Pen

## Kanada
Entsprechend den Angaben des Industrieverbandes Railway Association of Canada (RAC) sind die öffentlichen Eisenbahngesellschaften in Kanada aufgeführt.

### Class 1 – Eisenbahngesellschaften
- Canadian National Railway (CN)
- Canadian Pacific Kansas City (CPKCR)

### Shortline- und Regionale Eisenbahngesellschaften
| - Arnaud Railway - Athabasca Northern Railway - Barrie-Collingwood Railway - Burlington Northern (Manitoba) - Canadian Heartland Training Railway - Cape Breton and Central Nova Scotia Railway - Carlton Trail Railway - Central Manitoba Railway - Charlevoix Railway Company - Chemin de fer de la Matapédia et du Golfe - Essex Terminal Railway - Goderich-Exeter Railway - Great Western Railway - Greater Winnipeg Water District Railway - Hudson Bay Railway - Huron Central Railway - Kelowna Pacific Railway - Kettle Falls International Railway - Montreal, Maine and Atlantic Railway - New Brunswick East Coast Railway - New Brunswick Southern Railway - Nipissing Central Railway - Northern Lands Railway | - Okanagan Valley Railway - Ontario Northland Railway - Ontario Southland Railway - Orangeville Brampton Railway - Ottawa Central Railway - Ottawa Valley Railway - Quebec Cartier Mining Company - Quebec Gatineau Railway - Quebec North Shore and Labrador Railway - Roberval and Saguenay Railway - Romaine River Railway - Savage Alberta Railway - SOPOR - Southern Manitoba Railway - Southern Ontario Railway - Southern Railway of British Columbia - St. Lawrence and Atlantic Railroad - Sydney Coal Railway* - Trillium Railway - Tshiuetin Rail Transportation - Wabush Lake Railway Company - Windsor and Hantsport Railway |

### Passagiergesellschaften
- Tshiuetin Rail Transportation
- VIA Rail Canada

### Nahverkehrsgesellschaften
- Capital Railway
- exo
- GO Transit
- Toronto Terminals Railway
- West Coast Express

### Touristische Eisenbahnen
- Alberta Prairie Railway
- Great Canadian Railtour
- South Simcoe Railway
- White Pass and Yukon Railway (WP&YR)
- Rocky Mountaineer

## Kuba
- Unión de los Ferrocarriles de Cuba (UFC, auch als Ferrocuba oder FCC bekannt)
- Ferrocarriles Unidos de la Habana (auch: United Railways of Havana)
- Ferrocarril del Azucar (FERROAZUC) Gesellschaft aufgelöst
- Ministério del Azúcar (MINAZ) in Auflösung begriffen

Im Zuge der Umstrukturierung von UFC sind neue Gesellschaften für Güterverkehr und Zuckertransport im Aufbau.

## Mexiko
- Ferrocarriles Chiapas-Mayab (FCCM)
- Ferrocarril Mexicano (Ferromex)
- Kansas City Southern de México (KCSM), ehemals Transportacion Ferroviaria Mexicana (TFM)
- Ferrosur
- Ferrocarril y Terminal del Valle de México (Ferrovalle, TFVM)
- Ferrocarril Coahuila Durango  (Linea Coahuila Durango – LFCD)
- Ferrocarriles Peninsulares del Noroeste (FPN)
- Ferrocarril del Istmo de Tehuantepec

## Nicaragua
- Ferrocarril del Pacífico de Nicaragua Gesellschaft aufgelöst
- Nicaragua Sugar Estates Limited Gesellschaft aufgelöst

## Panama
- Panama Railway Company
- Chiriqi National Railroad Gesellschaft 2008 aufgelöst

## Trinidad und Tobago
- Trinidad Government Railway Gesellschaft aufgelöst
- Trinidad Urban Railway Company neue S-Bahn in Port-of-Spain (in Bau)

## Vereinigte Staaten von Amerika
Zum 31. Dezember 2009 existierten in den Vereinigten Staaten 565 öffentliche Eisenbahngesellschaften die Gütertransport betrieben.
Entsprechend der Einteilung der Association of American Railroads (AAR) sind es 7 Class-1-Gesellschaften, 23 Regional Railroads, 339 Local Railroads, 194 Rangiergesellschaften und zwei kanadische Gesellschaften (CN und CP).